# Aeropilot Legend
Aeropilot Legend je češko ultralahko letalo, ki ga je zasnovalo in ga proizvaja češko podjetje Aeropilot.

## Oblikovanje in razvoj
Letalo je bilo predstavljeno na sejmu Aero v Friedrichshafnu leta 2011. Letalo je dobavljeno v celoti in pripravljeno za letenje.   Legend je pomanjšana dvosedežna različica Cessne 182,  narejena iz kompozitov namesto iz pločevine.   Letalo je bilo zasnovano v skladu s pravili  FAI Fédération Aéronautique Internationale o mikro lahkih letalih. Letalo je visoko krilec z zaprto pilotsko kabino z dvema sedežema drug ob drugem, podvozje s triciklom in en sam motor v traktorski konfiguraciji .   Letalo je izdelano iz ogljikovih vlaken . Standardni motorji, ki so na voljo, so 100 hp (75 kW) Rotax 912ULS in 85 hp (63 kW) štiritaktni agregati Jabiru 2200.   Legend 600 predstavlja nadaljnji razvoj letala Legend 540.

## Nesreče
- 2022 letalo Legend 540 je strmoglavilo v Romuniji, pilot je umrl[3]

## Specifikacije (Legend 600)
Podatki iz https://www.aeropilotcz.com/en/light-sport-legend-600-aircraft-specification
Splošne značilnosti
- Posadka: one
- Število sedežev: one passenger
- Dolžina: 7 m (23 ft 0 in)
- Razpon kril: 9,06 m (29 ft 9 in)
- Višina: 2,6 m (8 ft 6 in)
- Površina kril: 10,54 m2 (113,5 sq ft)
- Aeroprofil: MS313
- Teža praznega letala: 335 kg (739 lb)
- Bruto teža: 600 kg (1.323 lb)
- Kapaciteta goriva: 100 L (22 imp gal; 26 US gal)
- Pogon letala: 1 × Rotax 912ULS four cylinder, liquid and air-cooled, four stroke, 75 kW (101 hp)

Zmogljivost
- Maks. hitrost: 225 km/h (140 mph; 121 kn)
- Potovalna hitrost: 185 km/h (115 mph; 100 kn) 75% power
- Hitrost pri porušitvi vzgona: 65 km/h (40 mph; 35 kn)
- Neprekoračljiva hitrost: 250 km/h (155 mph; 135 kn)
- Doseg: 1.300 km (808 mi; 702 nmi)
- Trajanje leta: 7 hours
- Hitrost vzpenjanja: 7 m/s (1.400 ft/min)